# Giovanni Antonio Galliari
Giovanni Antonio Galliari (Andorno Micca, 26 maggio 1714 – Milano, 1783) è stato un pittore e scenografo italiano.
Assieme a Fabrizio e a Bernardino fu tra i componenti della bottega pittorica dei fratelli Galliari attiva nel XVIII secolo nel campo della scenografia di stile barocco nei maggiori teatri europei.